# Клівлендська угода
Клівлендська угода (чеськ. Clevelandská dohoda, словац. Clevelandská dohoda) — перший спільний письмовий документ, підписаний представниками чехів і словаків на початку Першої світової війни. Його метою, так само як і метою подальших подібних документів, було показати союзникам спільну боротьбу двох народів проти Австро-Угорщини за національне визволення.
Представники словаків погоджувалися підписати документ лише якщо майбутня чехо-словацька держава буде федерацією.
Після декількох місяців переговорів, угоду було підписано 22 жовтня 1915 року в Клівленді, Північно-Американські Сполучені Штати.
Від чехів угоду підписали представники Чеської національної асоціації Людвік Фішер і Йосеф Твржицький-Крамер. Від словаків — представники Словацької американської ліги Іван Дакснер і Альберт Павол Маматей.
Угода стосувалася умов співпраці між чехами і словаками в рамках ідеї чехословакізму і включала п'ять пунктів:
1. Проголошення незалежності Чеських земель і Словаччини.
2. Об'єднання чеського і словацького народів у федеративній союзній державі з повною автономією Словаччини, включно з власним парламентом, власним державним управлінням, повною культурною самостійністю, а також широким використанням словацької мови і власною фінансово-політичною системою словацькою мовою.
3. Загальне, пряме й таємне виборче право.
4. Форма правління: персональна унія з демократичною системою права, як в Англії.
5. Ці пункти складають двосторонню угоду, і можуть бути змінені, доповнені або розширені за згодою обох сторін.

Чеська національна асоціація і Словацька американська ліга залишили за собою право на внесення змін до цієї угоди.
Також сторони домовилися створити спеціальний фонд і комітет для ведення переговорів з представниками південних слов'ян.
Спільну чехо-словацьку державу було створено 28 жовтня 1918 року, але федерацією вона стала тільки 1968 року.